# Jeísa Chiminazzo
Jeísa Chiminazzo (Muçum, 12 aprile 1985) è una modella brasiliana.

## Carriera
Jeisa Chiminazzo viene scoperta nel 1998 all'età di tredici anni, ed ottiene un contratto con una agenzia di moda brasiliana. Dopo essere comparsa sulla copertina di una rivista locale, la Chiminazzo ottiene un contratto con l'agenzia IMG Models a New York, che le permette di apparire sulle edizioni italiane di Elle e Marie Claire. Nei suoi primi anni di attività la Chiminazzo compare nelle campagne pubblicitarie di Emanuel Ungaro e Jill Stuart, per il quale viene fotografata da Ellen von Unwerth. Nel luglio 2005 la modella ottiene la popolarità internazionale grazie ad una copertina di Vogue, in cui viene fotografata da Mario Testino, insieme a Isabeli Fontana..
In seguito la Chiminazzo comparirà ancora su diverse edizioni internazionali di Vogue, di L'Officiel, di Elle, di Flair e di Capricho, ed ha sfilato per importanti stilisti. Dal 2006, Jeisa Chiminazzo è stata la testimonial per le campagne pubblicitarie di Calvin Klein, Roberto Cavalli, Dolce & Gabbana, Hugo Boss, Hermès, Armani, Karl Largerfield, Yves Saint Laurent, Emanuel Ungaro ed H&M. Inoltre è apparsa, nel 2006, nello show annuale di Victoria's Secret, oltre a posare per i cataloghi del marchio. Nel 2008 è stata fotografata anche per Sports Illustrated Swimsuit Issue. Nel 2005 è anche comparsa in un cameo nella soap opera brasiliana Belíssima.

## Agenzie
- L'Equipe Agence
- X-Ray Models
- Francina Models
- Louisa Models
- Why Not Model Agency
- Select Model Management
- Bleu Model Management
- IMG Models - New York, Parigi, Londra, Milano